# 김충현 (1946년)
김충현(1946년 6월 5일~)은 대한민국의 정치인이다. 제14대 국회의원을 지냈다.

## 역대 선거 결과
|  | 29.2% |

|  | 33.22% |

|  | 22.78% |